# Objaw Romañy

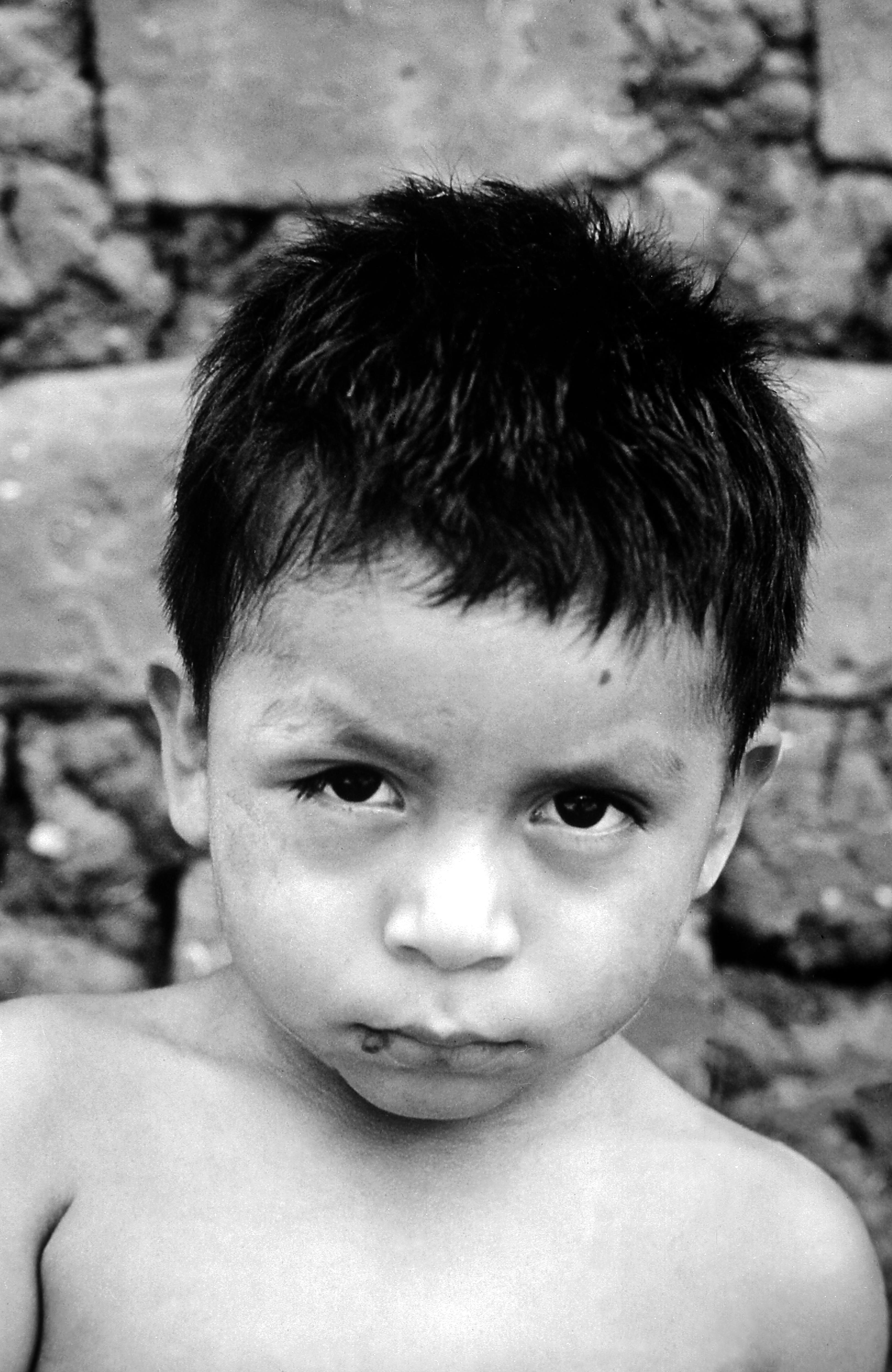
Dziecko z objawem Romañy

Objaw Romañy – to właściwie zespół objawów wczesnej fazy zarażenia w chorobie Chagasa.
Występuje on, gdy pierwotniak Trypanosoma cruzi dostał się do organizmu przez śluzówkę oka, a w jego skład wchodzą:
- jednostronny obrzęk dookoła oka i obrzęk powieki
- zapalenia spojówek
- powiększenie węzłów chłonnych leżących dookoła ucha.

Nazwa objawu upamiętnia lekarza który opisał go po raz pierwszy, Cecilio Romañę.